# Блюмберг, Яков Исаакович
Я́ков Исаа́кович Блю́мберг (14 июля 1910, Санкт-Петербург — 11 июля 1984, Ленинград) — советский оператор неигрового кино, фронтовой кинооператор в годы Великой Отечественной войны.

## Биография
Родился 1 (14) июля 1910 года в Санкт-Петербурге. В 1935 году окончил Ленинградский институт киноинженеров (ЛИКИ). Оператор Ленинградской студии кинохроники с 1939 года. Также был консультантом по цветным съёмкам на фильмах «Физкультурный парад» (1940) и «Бальзак в России» (1941).
С началом Великой Отечественной войны был призван в ряды РККА, служил во фронтовых киногруппах в звании техник-лейтенант.
По окончании — оператор Ленинградской студии документальных фильмов (ЛСДФ). Кроме фильмов им снято около 900 сюжетов для кинолетописи и киноперидиодики: «Ленинградский киножурнал», «Новости дня», «Наш край», «Искусство», «Советский спорт», «Советская Карелия» и других. После выхода на пенсию в 1982 году продолжал работать на студии слесарем.
Скончался 11 июля 1984 года в Ленинграде.

## Фильмография
- 1944 — 42-я армия в боях за Родину (совм. с В. Максимовичем)
- 1944 — К вопросу о перемирии с Финляндией (совм. с группой операторов)
- 1950 — Всенародный кандидат (совм. с группой операторов)
- 1950 — Народ чтит память Суворова (совм. с группой операторов)
- 1952 — Первенство Советского Союза по лёгкой атлетике(совм. с группой операторов)
- 1953 — 1-е Мая в городе Ленинграде (совм. с С. Фоминым, В. Валдайцевым, Б. Козыревым, С. Масленниковым, Г. Трофимовым, А. Погорелым)
- 1953 — Всесоюзные соревнования
- 1953 — Новый стадион
- 1954 — 250 лет Кронштадту (совм. с В. Микошей, Г. Трофимовым, О. Ивановым, О. Арцеуловым, Е. Федяевым)
- 1954 — Будь готов! (совм. с Г. Трофимовым, Г. Донцом, О. Ивановым, С. Ковалёвой)
- 1954 — Дружеская встреча (совм. с О. Ивановым, Г. Бартошивичем, В. Валдайцевым, А. Погорелым, К. Станкевичем, Г. Трофимовым)
- 1954 — Рейс мира (совм. с С. Фоминым, В. Максимовичем, Г. Трофимовым, С. Масленниковым, Ф. Овсянниковым, В. Страдиным)
- 1955 — 15 дней в СССР
- 1955 — Всесоюзные спортивные соревнования
- 1956 — Гости из Манчестера (совм. с А. Богоровым, А. Павловым, С. Фоминым)
- 1956 — Две встречи
- 1956 — На новом велотреке (совм. с С. Фоминым, А. Богоровым, Я. Гринбергом, А. Павловым)
- 1956 — Принц Камбоджи Нородом Сианук в Советском Союзе (совм. с Г. Епифановым, Г. Захаровым, И. Сокольниковым, С. Фоминым)
- 1956 — Соревнования мотоциклистов (совм. с С. Фоминым, А. Погорелым, В. Страдиным, Г. Симоновым, Г. Трофимовым)
- 1956 — Туристы во Франции (совм. с Г. Донцом, В. Гулиным, С. Масленниковым, А. Богоровым)
- 1958 — Фильм-концерт
- 1959 — Визит в СССР федерального президента Австрийской республики (совм. с А. Воронцовым)
- 1959 — Песни летят над Невой
- 1959 — Подвиг Ленинграда (совм. с группой операторов)
- 1959 — Служба крови
- 1959 — Спартакиада РСФСР
- 1960 — Голубыми дорогами
- 1960 — На первенство страны
- 1960 — Поёт Ленинград
- 1960 — Праздник песни
- 1961 — XII-я спартакиада Вооруженных сил (совм. с группой операторов)
- 1961 — Под стеклянным небом
- 1961 — Третий Ленинградский
- 1962 — Встреча с немецким другом
- 1962 — Дело стоило того, Джек
- 1962 — Крылатые лыжники
- 1962 — Наш друг Ж.-Л. Барро
- 1962 — Пять стартов
- 1963 — Бенни Гудман в СССР (совм. с В. Гулиным, Е. Мезенцевым, О. Лучининым)[4]
- 1963 — Лыжная премьера
- 1964 — 9 дней одного лета
- 1964 — Праздник советских военных моряков (совм. с группой операторов)
- 1965 — 900 незабываемых дней
- 1966 — Бенц и т. д.
- 1966 — Экспортлес
- 1967 — Бессмертный огонь
- 1967 — Итак, финал!
- 1968 — Новое в добыче торфа
- 1968 — Огромное небо
- 1968 — Освоение закустаренных земель
- 1970 — Звёзды выходят на лёд
- 1971 — Встреча на Селигере
- 1972 — Для тебя, человек
- 1973 — Телескоп
- 1975 — Уникальный телескоп
- 1976 — Курс — интенсификация (совм. с С. Иванюхиным)
- 1977 — Большой телескоп
- 1977 — Звёздам навстречу
- 1978 — Большой азимутальный телескоп
- 1978 — Нечерноземью — благоустроенную сеть дорог
- 1981 — Бригадный подряд в рыбной промышленности
- 1981 — Их оружие — кинокамера

## Награды
- — Медаль «За оборону Ленинграда» (22 декабря 1942)
- — Орден Красной Звезды (4 декабря 1944)
- — Медаль «За победу над Германией в Великой Отечественной войне 1941—1945 гг.» (9 мая 1945)
- — Медаль «За доблестный труд в Великой Отечественной войне 1941—1945 гг.» (6 июня 1945)[5]

## Комментарии
1. ↑  По другим данным родился в местечке Хиславичи Мстиславского уезда Могилёвской губернии.